# Constantin Flavitski
Constantin Dmitrievitch Flavitski (en russe : Константин Дмитриевич Флавицкий), né le 25 septembre 1830 et décédé le 15 septembre 1866 est un peintre russe du XIXe siècle. 
Son tableau le plus célèbre reste La princesse Tarakanova, emprisonnée dans la forteresse Pierre-et-Paul au moment de l'inondation, toile basée sur la légende concernant la mort de Elizaveta Alexeïevna Tarakanova, prétendue fille d'Alexis Razoumovski et d'Élisabeth Ire de Russie, dans sa cellule durant l'inondation qui eut lieu à Saint-Pétersbourg en 1777. Alors qu'il travaillait à cette toile il était déjà atteint de phtisie. Il comptait partir vers le sud de l'Europe pour s'y retrouver dans un climat plus chaud, mais il est mort avant son départ en septembre 1866, à l'âge de 35 ans.
Il est également l'auteur de Martyrs chrétiens au Colisée qui date de 1862 et traduit l'influence qu'à eu sur lui Karl Brioullov.
Le 25 septembre 1980, l'Union soviétique a émis un timbre-poste de six kopecks représentant ce tableau pour célébrer le 150e anniversaire de sa naissance, en même temps qu'un autre timbre pour célébrer le 150e anniversaire de la naissance du peintre Nikolaï Nevrev.